# Prenolepis dugasi
Prenolepis dugasi (лат.) — вид муравьёв рода Prenolepis из подсемейства Formicinae (Formicidae), включающий мелких по размеру и как правило земляных насекомых.

## Распространение
Юго-Восточная Азия: Вьетнам.

## Описание
Рабочие имеют длину около 3 мм, основная окраска коричневая. От близких видов отличается клипеальным зубцом с щетинкой,  отстоящими волосками на дорзуме головы, скапусе усика и ногах, светло-коричневым цветом, у рабочих развиты три оцеллия (у Prenolepis nepalensis цвет темно-коричневый, отстоящие волоски отсутствуют). Заднегрудка округлая без проподеальных шипиков. Усики длинные, у самок и рабочих 12-члениковые (у самцов усики состоят из 13 сегментов). Жвалы рабочих с 6-7 зубцами. Нижнечелюстные щупики 6-члениковые, нижнегубные щупики состоят из 4 сегментов. Голени средних и задних ног с апикальными шпорами. Стебелёк между грудкой и брюшком состоит из одного сегмента (петиоль).

## Классификация
Вид был впервые описан в 1911 году швейцарским мирмекологом Огюстом Форелем. В 1925 году включён в составе рода Paratrechina, с 2010 — в составе рода Nylanderia, а в 2018 году перенесён в состав рода Prenolepis американскими мирмекологами Jason L. Williams (Entomology & Nematology Department, University of Florida, Gainesville, Флорида, США) и John S. LaPolla (Department of Biological Sciences, Towson University, Таусон, Мэриленд, США) по материалам из Непала.